# Bukovina (Blanskói járás)
Bukovina település Csehországban, a Blanskói járásban. Bukovina Březina, Bukovinka, Křtiny és Hostěnice településekkel határos. Lakosainak száma 464 fő (2024. január 1.).

## Népesség
A település lakosságának változását az alábbi diagram mutatja:
| Lakosok száma | 423  | 439  | 455  | 333  | 332  | 322  | 392  | 418  | 461  | 464  |
|               | 1869 | 1890 | 1921 | 1950 | 1980 | 2001 | 2017 | 2019 | 2022 | 2024 |